# Sân bay Abu Simbel
Sân bay Abu Simbel (IATA: ABS, ICAO: HEBL) là một sân bay ở Abu Simbel, Ai Cập.
Năm 2006, sân bay này phục vụ 499.172 lượt khách.

## Các hãng hàng không và các tuyến điểm
- Air Memphis (Aswan)
- EgyptAir (Aswan) [3]